# Daniela Pfannkuche
Daniela Pfannkuche (* 25. Dezember 1959 in Köln) ist eine deutsche Physikerin und Hochschullehrerin.

## Berufliche Tätigkeit
Daniela Pfannkuche studierte von 1978 bis 1985 Physik an der Universität Köln und wurde dort 1990 bei János Hajdu promoviert. Ihre Dissertation thematisierte den Hall-Effekt eines zweidimensionalen Elektronengases mit Coulomb-Wechselwirkung. Danach war Pfannkuche an der von Klaus von Klitzing geleiteten Experimentalphysik-Abteilung am Max-Planck-Institut für Festkörperforschung tätig, wo sie als Mitglied eines Theoretiker-Teams bei Rolf Gerhardts über Fragestellungen bezüglich der Eigenschaften niedrigdimensionaler Elektronensysteme forschte.
Im Jahr 2000 kam Pfannkuche an den Fachbereich Physik der Universität Hamburg, wo sie zunächst als Angestellte in der Tätigkeit einer Professorin tätig war und ab 2001 als Professorin für Theoretische Physik lehrte. Von 2009 bis 2014 war sie Leiterin des Fachbereichs Physik und von 2007 bis 2020 Direktorin des I. Instituts für Theoretische Physik. Sie ist Arbeitsgruppenleiterin im Bereich Dynamics in correlated systems. Seit 2017 ist sie zudem Mitglied im Vorstand der internationalen Expertenkommission des Bayerischen Staatsministeriums für Wissenschaft und Kunst.

## Publikationen (Auswahl)
- Symmetry effects on the spin switching of adatoms. In: Physical review B. 90, 15, 6 S., 155134: DOI:10.1103/PhysRevB.90.155134, 2014[3]
- Isospin correlations in two-partite hexagonal optical lattices. In: Physical review A. 90, 1, 6 S., 013613: DOI:10.1103/PhysRevA.90.013613, 2014[3]
- Zpin switching: From quantum to quasiclassical approach Spin switching. In:  Physica status solidi / B. 251, 9, S. 1764-1776 13 S., 2014[3]
- Correlation-driven charge migration following double ionization and attosecond transient absorption spectroscopy. In: Physical review A. 95, 5, 053411: DOI:10.1103/PhysRevA.95.053411, 2017[3]
- Anisotropic decoherence in quantum wells with arbitrary magnetic fields. Interplay of the spin-orbit coupling terms. In: Physical review B. 95, 4, 045421: DOI:10.1103/PhysRevB.95.045421, 2017[3]
- Multielectron dynamics in the tunneling ionization of correlated quantum systems. In: Physical review A. 92, 5, 8 S., 053421: DOI:10.1103/PhysRevA.92.053421, 2015[3]
- Ultrafast charge redistribution in small iodine containing molecules In: New journal of physics, 2016.[3]